# 尖叶眼树莲
尖叶眼树莲（学名：Dischidia australis）是夹竹桃科眼树莲属的植物，为中国的特有植物。分布于中国大陆的广西、云南等地，生长于海拔500米的地区，常生长在山地疏林中，目前尚未由人工引种栽培。

## 别名
南瓜子金（广西药用植物名录）；石瓜子、川甲草、马榴根、上树瓜（广西）